# Peter Sagan
Peter Sagan (Žilina, 26 de gener de 1990) és un ciclista eslovac, professional des del 2009. El seu germà gran Juraj també s'ha dedicat al ciclisme.
Fins al 2010 en el seu palmarès destaquen algunes etapes en curses d'una setmana com ara la París-Niça, Volta a Califòrnia o Tour de Romandia.
El 2011 guanyà la general de la Volta a Polònia i les seves primeres etapes en una gran volta, a la Volta a Espanya. També guanyà el Campionat d'Eslovàquia en ruta.
El 2012 acabà de confirmar-se com un gran ciclista, sobretot a la Volta a Califòrnia, on guanyà cinc de les vuit etapes disputades, a la Volta a Suïssa, on guanyà quatre etapes; i al Tour de França, on a banda de guanyar tres etapes i quedar segon en tres més, guanyà la classificació per punts.
El 2013 destaquen les victòries a la Gant-Wevelgem, el campionat nacional en ruta, una etapa al Tour de França i novament la classificació per punts.
El 2015 es va proclamar Campió del món en ruta als mundials de Richmond, títol que va repetir l'any següent als mundials de Doha.
Durant la disputa del Tour de França de 2017, va ser expulsat per un donar un cop de colze a Mark Cavendish, en l'esprint final de la 4a etapa amb final a Vittel. A final de temporada va tornar a guanyar el Campionat del món en ruta sent el primer ciclista en aconseguir, de manera consecutiva, tres cops el triomf.
Al final de la temporada 2023 deixa el ciclisme de carretera i es centrarà en la bicicleta de muntanya.

## Palmarès

### Ruta
- 2007
  -  Campió d'Eslovàquia en ruta júnior
  - Vencedor d'una etapa del Tour de Francfort
  - Vencedor d'una etapa del Trofeu Karlsberg
- 2008
  - 1r al Kroz Istru
  - Vencedor d'una etapa del Giro della Lunigiana
  - Vencedor d'una etapa del Trofeu Karlsberg
  - Vencedor d'una etapa de la Cursa de la Pau Junior
- 2009
  - 1r al Gran Premi Kooperativa
  - Vencedor de 2 etapes del Dookola Mazowska
- 2010
  - Vencedor de 2 etapes de la París-Niça i vencedor de la classificació per punts
  - Vencedor de 2 etapes de la Volta a Califòrnia i vencedor de la classificació dels joves i dels esprints
  - Vencedor d'una etapa del Tour de Romandia
- 2011
  -  Campió d'Eslovàquia en ruta
  - 1r a la Volta a Polònia i vencedor de 2 etapes
  - 1r al Giro de Sardenya i vencedor de 3 etapes
  - 1r al Gran Premi de la Indústria i el Comerç de Prato
  - Vencedor de 3 etapes de la Volta a Espanya
  - Vencedor de 2 etapes de la Volta a Suïssa i de la classificació per punts
  - Vencedor d'una etapa de la Volta a Califòrnia i de la classificació per punts
- 2012
  -  Campió d'Eslovàquia en ruta
  - Vencedor de 5 etapes de la Volta a Califòrnia i de la classificació per punts
  - Vencedor de 4 etapes de la Volta a Suïssa i de la classificació per punts
  - Vencedor de 3 etapes al Tour de França i  1r de la classificació per punts
  - Vencedor d'una etapa de la Tirrena-Adriàtica
  - Vencedor d'una etapa al Tour d'Oman
  - Vencedor d'una etapa als Tres dies de De Panne-Koksijde
- 2013
  -  Campió d'Eslovàquia en ruta
  - 1r a la Gant-Wevelgem
  - 1r al Gran Premi Ciclista de Mont-real
  - 1r al Gran Premi de la vila de Camaiore
  - 1r a la Fletxa Brabançona
  - Vencedor de 2 etapes a la Tirrena-Adriàtica
  - Vencedor de 2 etapes a la Volta a Suïssa i 1r de la classificació per punts
  - Vencedor de 2 etapes al Tour d'Oman
  - Vencedor de 2 etapes a la Volta a Califòrnia i 1r de la classificació per punts
  - Vencedor d'una etapa al Tour de França i  1r de la classificació per punts
  - Vencedor d'una etapa als Tres dies de De Panne-Koksijde
  - Vencedor de 4 etapes al USA Pro Cycling Challenge i 1r de la Classificació per punts
  - Vencedor de 3 etapes al Tour d'Alberta i 1r de la Classificació per punts
- 2014
  -  Campió d'Eslovàquia en ruta
  - 1r a l'E3 Harelbeke
  - Vencedor d'una etapa al Tour d'Oman
  - Vencedor d'una etapa a la Tirrena-Adriàtica i 1r de la classificació per punts
  - Vencedor d'una etapa als Tres dies de De Panne
  - Vencedor d'una etapa a la Volta a Califòrnia i 1r de la Classificació per punts
  - Vencedor d'una etapa a la Volta a Suïssa i 1r de la Classificació per punts
  -  Vencedor de la classificació per punts al Tour de França
- 2015
  -  Campió del món en ruta
  -  Campió d'Eslovàquia en ruta
  -  Campionat d'Eslovàquia en contrarellotge
  - 1r a la Volta a Califòrnia i vencedor de 2 etapes
  - Vencedor de 2 etapes a la Volta a Suïssa i 1r de la classificació per punts
  - Vencedor d'una etapa a la Volta a Espanya
  - Vencedor d'una etapa a la Tirrena-Adriàtica i 1r de la classificació per punts
  -  Vencedor de la classificació per punts al Tour de França
- 2016
  -  Campió del món en ruta
  -  Campió d'Europa en Ruta
  - 1r de l'UCI World Tour
  - 1r al Tour de Flandes
  - 1r a la Gant-Wevelgem
  - 1r al Gran Premi Ciclista de Quebec
  - Vencedor de 2 etapes a la Volta a Califòrnia
  - Vencedor de 2 etapes a la Volta a Suïssa
  - Vencedor de 3 etapes al Tour de França.  1r de la classificació per punts i del  Premi de la combativitat
  - Vencedor de 2 etapes a l'Eneco Tour
- 2017
  -  Campió del món en ruta
  - 1r a la Kuurne-Brussel·les-Kuurne
  - 1r al Gran Premi Ciclista de Quebec
  - Vencedor de 2 etapes a la Tirrena-Adriàtica
  - Vencedor d'una etapa a la Volta a Califòrnia
  - Vencedor de 2 etapes a la Volta a Suïssa
  - Vencedor d'una etapa al Tour de França
  - Vencedor d'una etapa a la Volta a Polònia
  - Vencedor de 2 etapes al BinckBank Tour
- 2018
  -  Campió d'Eslovàquia en ruta
  - 1r a la People's Choice Classic
  - 1r a la Gant-Wevelgem
  - 1r a la París-Roubaix
  - Vencedor d'una etapa al Tour Down Under
  - Vencedor d'una etapa a la Volta a Suïssa
  - Vencedor de 3 etapes al Tour de França.  1r de la classificació per punts
- 2019
  - Vencedor d'una etapa al Tour Down Under
  - Vencedor d'una etapa a la Volta a Califòrnia
  - Vencedor d'una etapa a la Volta a Suïssa
  - Vencedor d'una etapa del Tour de França.  1r de la classificació per punts
- 2020
  - Vencedor d'una etapa del Giro d'Itàlia
- 2021
  -  Campió d'Eslovàquia en ruta
  - 1r a la Volta a Eslovàquia
  - Vencedor d'una etapa a la Volta a Catalunya
  - Vencedor d'una etapa al Tour de Romandia
  - Vencedor d'una etapa del Giro d'Itàlia.  1r de la classificació per punts
- 2022
  -  Campió d'Eslovàquia en ruta
  - Vencedor d'una etapa a la Volta a Suïssa

#### Resultats a la Volta a Espanya
- 2011. 121è de la classificació general. Vencedor de 3 etapes
- 2014. Abandona (14a etapa)
- 2015. Vencedor d'una etapa
- 2015. No surt (9a etapa)
- 2018. 119è de la classificació general

#### Resultats al Tour de França
- 2012. 42è de la classificació general. Vencedor de la 1a, 3a etapa i 6a etapa.  1r de la classificació per punts
- 2013. 82è de la classificació general. Vencedor de la 7a etapa.  1r de la classificació per punts
- 2014. 60è de la classificació general.  1r de la classificació per punts
- 2015. 46è de la classificació general.  1r de la classificació per punts
- 2016. 95è de la classificació general. Vencedor de la 2a etapa, 11a i 16a etapa.  1r de la classificació per punts i del  Premi de la combativitat.  Porta el mallot groc durant 3 etapes
- 2017. Desqualificat (4a etapa). Vencedor d'una etapa
- 2018. 71è de la classificació general. Vencedor de 3 etapes.  1r de la classificació per punts  Porta el mallot groc durant 1 etapa
- 2019. 82è de la classificació general. Vencedor d'una etapa  1r de la classificació per punts
- 2020. 84è de la classificació general
- 2021. No surt (12a etapa)
- 2022. 116è de la classificació general
- 2023. 127è de la classificació general

#### Resultats al Giro d'Itàlia
- 2020. 92è de la classificació general. Vencedor d'una etapa
- 2021. 117è de la classificació general. Vencedor d'una etapa del Giro d'Itàlia.  1r de la classificació per punts

### Ciclocròs
- 2007
  - Campió d'Eslovàquia júnior
  -  Medalla de bronze al Campionat d'Europa de ciclocròs júnior
- 2008
  -  Medalla de plata al Campionat del món de ciclocròs júnior

### Ciclisme de muntanya
- 2007
  -  Medalla de bronze al Campionat d'Europa júnior en Camp a través
- 2008
  -  Campió del món júnior en Camp a través
  -  Campió d'Europa júnior en Camp a través